# Onthophagus gibberosus
Onthophagus gibberosus là một loài bọ cánh cứng trong họ Bọ hung (Scarabaeidae).